# .uy
.uy és l'actual domini de primer nivell territorial (ccTLD) de l'Uruguai (en castellà, Uruguay). El registre NIC Uruguai està administrat pel Ministeri d'Afers Exteriors de l'Uruguai i per l'Administració Nacional de Telecomunicacions tot i que el domini de segon nivell .edu.uy reservat a entitats educatives està administrat pel Servei Central d'Informàtica Universitari.